# Družba apostolskega življenja
Družba apostolskega življenja (lat. Societas vitae apiostolicae) je v Katoliški cerkvi združenje klerikov, izjemoma tudi laikov. Skupnosti, v katerih živijo, so podobne redovnim, čeprav člani ne dajejo zaobljub, vsaj vseh treh ne. Namen skupnosti je v tem, da lahko organizirani člani uspešneje izpolnjujejo naloge, ki so predvsem na področjih vzgoje otrok in mladine, nege bolnikov in pomoč brezdomcev. 

## Pravna podlaga
Ta vrsta organizacije je opisana v Kodeksu kanonskega prava iz leta 1983 pod kanoni 731–746. V kodeksu kanonskega prava iz leta 1917, ki je veljal pred tem, je ta bil način organiziranosti opredeljen kot družba skupnega življenja.

## Zgodovina
Do leta 2022 je za njihovo formacijo, usklajevanje in potrebe znotraj Cerkve skrbela Kongregacija za redovne in podobne družbe 

## Družbe apostolskega življenja
Najbolj znane družbe apostolskega življenja so Lazaristi, Evdisti, Beli očetje in številni drugi.